# Олімп (стадіон, Рівне)
«Олі́мп» — багатофункціональний стадіон спеціалізованої дитячо-юнацької школи олімпійського резерву «Верес», розташований у Рівному, який використовується для ігор з регбі та футболу і легкоатлетичних змагань, та є ареною проведення домашніх матчів для регбійного клубу «Рівне».